# Steng Iha
Pour les articles homonymes, voir Iha.
Les steng Iha sont des divinités célestes de la mythologie tibétaine.